# گلف (ایلینوی)
گلف (به انگلیسی: Golf) یک روستا در ایالات متحده آمریکا است که در ایلینوی واقع شده‌است. گلف ۱٫۱۶ کیلومتر مربع مساحت و ۵۰۰ نفر جمعیت دارد.